# 内棘六枪虫
内棘六枪虫（学名：Hexacontium enthacanthum）为三轴球虫科六枪虫属的动物。分布于挪威以及西沙群岛等。